# Французские сюиты
Французские сюиты, BWV 812—817 ― шесть сюит Иоганна Себастьяна Баха. Были написаны композитором для клавесина между 1720 и 1725 годами.

## Название
Определение «французские» сюитам дал не сам Бах. Впервые название «французские сюиты» появляется у Фридриха Вильгельма Марпурга в 1762 году, спустя 12 лет после смерти Баха. Это название позже было популяризовано Иоганном Николаусом Форкелем, первым биографом композитора, который писал, что «сюиты названы французскими, потому что они написаны во французском стиле». Это мнение, однако, не верно: они написаны скорее в итальянском стиле; название им было дано ради отличия от ранее написанных английских сюит (это наименование также не принадлежит Баху).
В некоторых каталогах в цикл включены еще две сюиты, ля минор (BWV 818) и ми-бемоль мажор (BWV 819), малоизвестные в наше время.

## Структура
- Сюита № 1 ре минор, BWV 812
  - Аллеманда, куранта, сарабанда, менуэт (трио), жига
- Сюита № 2 до минор, BWV 813
  - Аллеманда, куранта, сарабанда, ария, менуэт, жига
- Сюита № 3 си минор, BWV 814
  - Аллеманда, куранта, сарабанда, менуэт (трио), гавот, жига
- Сюита № 4 ми-бемоль мажор, BWV 815
  - Аллеманда, куранта, сарабанда, гавот, ария, жига
- Сюита № 5 соль мажор, BWV 816
  - Аллеманда, куранта, сарабанда, гавот, бурре, лур, жига
- Сюита № 6 ми мажор, BWV 817
  - Аллеманда, куранта, сарабанда, гавот, полонез, бурре, менуэт, жига